# Canton de Thorigny-sur-Marne
Le canton de Thorigny-sur-Marne est une ancienne division administrative française, située dans le département de Seine-et-Marne et la région Île-de-France.

## Composition
Le canton de Thorigny-sur-Marne regroupait 16 communes jusqu'en mars 2015 :
- Bailly-Romainvilliers, 5 690 habitants
- Carnetin, 447 habitants
- Chalifert, 1 192 habitants
- Chanteloup-en-Brie, 1 874 habitants
- Chessy, 3 467 habitants
- Conches-sur-Gondoire, 1 746 habitants
- Coupvray, 2 829 habitants
- Dampmart, 3 116 habitants
- Guermantes, 1 319 habitants
- Jablines, 635 habitants
- Jossigny, 656 habitants
- Lesches, 671 habitants
- Magny-le-Hongre, 5 205 habitants
- Montévrain, 5 590 habitants
- Serris, 6 629 habitants
- Thorigny-sur-Marne, 9 488 habitants

## Représentation
| Période                     | Identité          | Parti                    | Qualité                                                                                                   |
| --------------------------- | ----------------- | ------------------------ | --- |
| Création du canton en 1993. |                   |                          | |
| 1993-2004                   | Olivier Bourjot   | RPR puis UMP             | Chef d'entreprise Maire de Chessy depuis 1989                                                             |
| 2004-2011                   | Jean Calvet       | Vert puis MoDem puis PRG | Conseiller Municipal de Montévrain                                                                        |
| 2011-2015                   | Arnaud de Belenet | UMP                      | Maire de Bailly-Romainvilliers (2005-2017) Sénateur LREM (2017-2023) Elu en 2015 dans le Canton de Serris |

À la suite d'une décision du Conseil d’État annulant l'élection de 2004 dans le canton de Thorigny, une nouvelle élection partielle a eu lieu en 2005. Lors du premier tour, le 18 septembre 2005, Jean Calvet (écologiste, sortant) devance Chantal Brunel (UMP). Au second tour, le 25 septembre 2005, Calvet est élu.

## Démographie
| 1999   | 2006   | 2011   | 2012   |
| ------ | ------ | ------ | ------ |
| 34 833 | 48 279 | 58 655 | 60 251 |